# Indian Premier League
Indian Premier League (IPL) és una lliga professional de criquet, disputada per deu equips de deu ciutats índies. La lliga va ser fundada per la Taula de Control del Criquet de l'Índia (BCCI) el 2007. Es disputa entre març i maig de cada any i té una finestra exclusiva dins el ICC Programa de Gires Futures.
L'IPL és la lliga de criquet amb més públic  del món i el 2014 va ser la sisena en assistència mitjana entre totes lligues d'esports. El 2010,  l'IPL esdevenia el primer esdeveniment esportiu del món emés en directe perYouTube. El valor de marca IPL el 2019 era de 6.3 bilions US$ segons Duff i Phelps. Segons BCCI, el 2015 IPL va contribuir amb $150 milions al PIB de l'economia índia. La temporada 2020 de l'IPL va tenir un rècord d'audiència massiu amb 31.57 milions de impressions mitjanes i amb un augment de consumició global de 23 per cent des de la temporada 2019.
Hi ha hagut catorze temporades del torneig IPL. Els actuals campions són el Chennai Super Kings, vencedors de l'edició de 2021.